# Milà negre

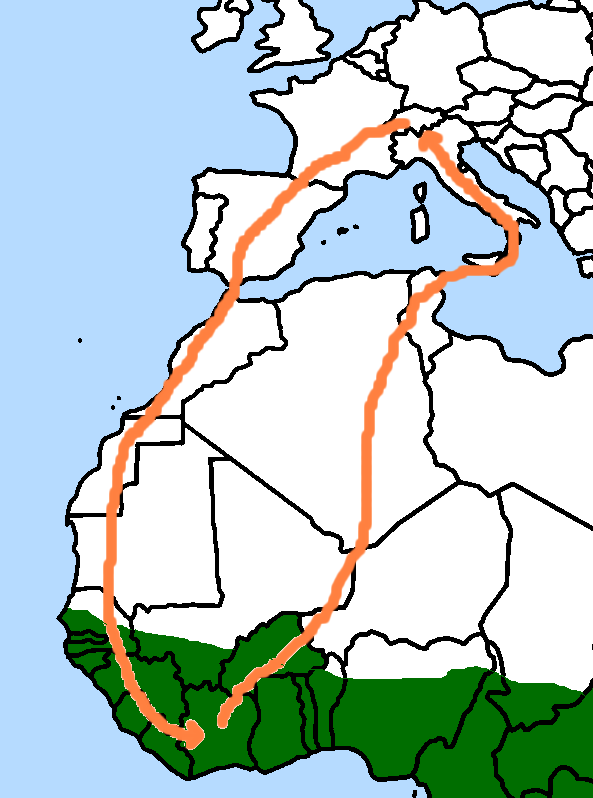
Ruta migratòria de la subespècie Milvus migrans migrans

El milà negre (Milvus migrans) és un ocell rapinyaire de la família dels accipítrids (Accipitridae). Es troba en ambients aquàtics d'Euràsia, l'Àfrica subsahariana i Austràlia. El seu estat de conservació es considera de risc mínim.
És més fosc i més petit que el milà reial. Espècie característica pel seu vol àgil i elegant, d'ales amples i excel·lent planatge.

## Morfologia
Rapinyaire de mida mitjana, amb les ales i la cua llargues, en gran part de color marró fosc.
- Fa entre 50 i 55 cm de llargària.
- Envergadura alar entre 135 i 155 cm.
- Té la forquilla de la cua menys marcada que el milà reial.

## Subespècies
- Milvus migrans migrans (Boddaert, 1783): viu a Europa i Orient Mitjà fins al Pakistan, i hiverna a l'Àfrica subsahariana.
- Milvus migrans aegyptius: viu a l'Àfrica del Nord.
- Milvus migrans parasitus: viu a l'Àfrica subsahariana.
- Milvus migrans lineatus (J. E. Gray, 1831): habita l'àrea compresa entre Sibèria, el nord de l'Índia i sud de la Xina. Hiverna al golf Pèrsic i a l'Àsia meridional.
- Milvus migrans govinda (Sykes, 1832): viu al subcontinent indi, Indoxina i Malàisia tot l'any.
- Milvus migrans affinis (Gould, 1838): present a Indonèsia des de les Illes Moluques fins al nord d'Austràlia i Nova Guinea.
- Milvus migrans formosanus (Kuroda, 1920): viu a Hainan i Taiwan tot l'any. 
 Amb les dues subespècies africanes fan alguns autors una espècie diferent: Milvus aegyptius[7]

## Reproducció
El mascle s'encarrega d'aportar el menjar mentre que la femella cova els 2 a 4 ous corresponents durant 32 dies. Com en la majoria dels rapinyaires, després de l'eclosió de l'ou, la femella comença a absentar-se del niu i vigila els progressos dels petits des d'una talaia propera. Després de 40 dies els milans negres petits ja poden acompanyar els seus pares en els vols d'instrucció.

## Alimentació
Caça ocells, petits mamífers, rèptils, amfibis. També menja carronya.

## Hàbitat
Competeix per l'hàbitat amb el milà reial, però està més relacionat amb l'aigua, d'on obté part de l'aliment: peixos morts. En general, té una tendència més carronyera.
Té especial predilecció per llocs com els abocadors, i tant a Àfrica com a Àsia és una au urbana en moltes àrees.

## Distribució geogràfica
Viu, a prop de llacs i rius, al centre i al sud d'Euràsia, en tot Àfrica (llevat del Sàhara) i en una gran part d'Austràlia. És comú a la Catalunya continental i passa en migració per les Illes Balears.
A Catalunya és un ocell estival nidificant, migrant i hivernant rar. Nidifica en bona part de la conca de l'Ebre, pre-Pirineu i Pirineu de Lleida. Es pot observar arreu de Catalunya durant la migració i alguns exemplars aïllats durant l'hivern.
És més comú i és un dels rapinyaires més gregaris. Com el seu nom científic indica, són bons migradors, que van i venen de l'Àfrica tropical.

## Ocell propagador del foc
A les sabanes tropicals austràlianes està documentat que el milà negre i altres espècies de rapinyaires, com el milà xiulador i el falcó berigora, poden actuar com a propagadors intencionals del foc en època d'incendis forestals, per tal de facilitar la seva activitat cinegètica. Aquest comportament consistiria en traslladar troncs de fusta o flocs d'herba encesa, des d'àrees on s'està produint la ignició cap a àrees properes, cercant d'atrapar preses expulsades pels incendis. Els aborígens australians tenen coneixement ecològic tradicional d'aquest fet des de fa molt de temps, el qual està incorporat fins i tot en la seva mitologia.